# Aluterus maculosus
Aluterus maculosus är en fiskart som beskrevs av Richardson 1840. Aluterus maculosus ingår i släktet Aluterus och familjen filfiskar. Inga underarter finns listade i Catalogue of Life.